# Tour Down Under 2018
20. edycja wyścigu Santos Tour Down Under odbyła się w dniach 16-21 stycznia 2018 roku. Trasa tego australijskiego, sześcioetapowego wyścigu liczyła 809,8 km. Był to pierwszy wyścig należący do cyklu UCI World Tour 2018, najwyższej kategorii szosowych wyścigów kolarskich.

## Lista startowa
Na starcie tego wyścigu stanęło 19 ekip, osiemnaście drużyn jeżdżących w UCI World Tour i jeden zespół zaproszony przez organizatorów z tzw. "dziką kartą".
| Numery | Kod | Drużyna                   |
| ------ | --- | ------------------------- |
| 1-7    | BMC | BMC Racing Team           |
| 11-17  | BOH | Bora-Hansgrohe            |
| 21-27  | MTS | Mitchelton-Scott          |
| 31-37  | LTS | Lotto Soudal              |
| 41-47  | UAE | UAE Team Emirates         |
| 51-57  | DDD | Dimension Data            |
| 61-67  | TBM | Bahrain-Merida            |
| 71-77  | EFD | EF Education First–Drapac |
| 81-87  | SUN | Team Sunweb               |
| 91-97  | ALM | Ag2r-La Mondiale          |

| Numery  | Kod | Drużyna                 |
| ------- | --- | ----------------------- |
| 101-107 | AST | Astana Pro Team         |
| 111-117 | KAT | Team Katusha-Alpecin    |
| 121-127 | FDJ | FDJ                     |
| 131-137 | MOV | Movistar Team           |
| 141-147 | QST | Quick-Step Floors       |
| 151-157 | TLJ | Team LottoNL-Jumbo      |
| 161-167 | SKY | Team Sky                |
| 171-177 | TFS | Trek-Segafredo          |
| 181-187 | AUS | Reprezentacja Australii |

## Etapy
| Etap | Data        | Start - meta            | Typ         | Dystans (km) | Zwycięzca etapu | Lider         |
| ---- | ----------- | ----------------------- | ----------- | ------------ | --------------- | ------------- |
| 1.   | 16 stycznia | Adelaide - Lyndoch      | Płaski      | 145          | André Greipel   | André Greipel |
| 2.   | 17 stycznia | Unley - Stirling        | Pagórkowaty | 148,6        | Caleb Ewan      | Caleb Ewan    |
| 3.   | 18 stycznia | Glenelg - Victor Harbor | Płaski      | 146,5        | Elia Viviani    | Caleb Ewan    |
| 4.   | 19 stycznia | Norwood - Uraidla       | Pagórkowaty | 128,2        | Peter Sagan     | Peter Sagan   |
| 5.   | 20 stycznia | McLaren Vale - Willunga | Pagórkowaty | 151,5        | Richie Porte    | Daryl Impey   |
| 6.   | 21 stycznia | Adelaide                | Płaski      | 90           | André Greipel   | Daryl Impey   |

### Etap 1 – 16.01: Adelaide > Lyndoch – 145 km
| #    | Zawodnik          | Zespół | Czas       |
| ---- | ----------------- | ------ | ---------- |
| 1.   | André Greipel     | LTS    | 3h 50' 21" |
| 2.   | Caleb Ewan        | MTS    | + 0"       |
| 3.   | Peter Sagan       | BOH    | + 0"       |
|      |                   |        |            |
| 120. | Łukasz Wiśniowski | QST    | + 24"      |
| 128. | Maciej Bodnar     | BOH    | + 1' 57"   |

| #    | Zawodnik          | Zespół | Czas       |
| ---- | ----------------- | ------ | ---------- |
| 1.   | André Greipel     | LTS    | 3h 50' 11" |
| 2.   | Caleb Ewan        | MTS    | + 4"       |
| 3.   | William Clarke    | EFD    | + 4"       |
|      |                   |        |            |
| 121. | Łukasz Wiśniowski | QST    | + 34"      |
| 129. | Maciej Bodnar     | BOH    | + 2' 07"   |

### Etap 2 – 17.01: Unley > Stirling – 148,6 km
| #    | Zawodnik          | Zespół | Czas       |
| ---- | ----------------- | ------ | ---------- |
| 1.   | Caleb Ewan        | MTS    | 4h 03' 55" |
| 2.   | Daryl Impey       | MTS    | + 0"       |
| 3.   | Jay McCarthy      | BOH    | + 0"       |
|      |                   |        |            |
| 102. | Łukasz Wiśniowski | QST    | + 7' 21"   |
| 119. | Maciej Bodnar     | BOH    | + 11' 09"  |

| #    | Zawodnik          | Zespół | Czas       |
| ---- | ----------------- | ------ | ---------- |
| 1.   | Caleb Ewan        | MTS    | 7h 54' 00" |
| 2.   | Daryl Impey       | MTS    | + 10"      |
| 3.   | Peter Sagan       | BOH    | + 12"      |
|      |                   |        |            |
| 105. | Łukasz Wiśniowski | QST    | + 8' 01"   |
| 119. | Maciej Bodnar     | BOH    | + 13' 22"  |

### Etap 3 – 18.01: Glenelg > Victor Harbor – 146,5 km
| #    | Zawodnik          | Zespół | Czas       |
| ---- | ----------------- | ------ | ---------- |
| 1.   | Elia Viviani      | QST    | 3h 04' 40" |
| 2.   | Phil Bauhaus      | SUN    | + 0"       |
| 3.   | Caleb Ewan        | MTS    | + 0"       |
|      |                   |        |            |
| 86.  | Łukasz Wiśniowski | QST    | + 0"       |
| 112. | Maciej Bodnar     | BOH    | + 1' 04"   |

| #    | Zawodnik          | Zespół | Czas        |
| ---- | ----------------- | ------ | ----------- |
| 1.   | Caleb Ewan        | MTS    | 10h 58' 36" |
| 2.   | Elia Viviani      | QST    | + 10"       |
| 3.   | Daryl Impey       | MTS    | + 14"       |
|      |                   |        |             |
| 102. | Łukasz Wiśniowski | QST    | + 8' 05"    |
| 119. | Maciej Bodnar     | BOH    | + 14' 30"   |

### Etap 4 – 19.01: Norwood > Uraidla – 128,2 km
| #    | Zawodnik          | Zespół | Czas       |
| ---- | ----------------- | ------ | ---------- |
| 1.   | Peter Sagan       | BOH    | 3h 21' 07" |
| 2.   | Daryl Impey       | MTS    | + 0"       |
| 3.   | Luis León Sánchez | AST    | + 0"       |
|      |                   |        |            |
| 109. | Maciej Bodnar     | BOH    | + 15' 26"  |
| 112. | Łukasz Wiśniowski | QST    | + 17' 15"  |

| #    | Zawodnik          | Zespół | Czas        |
| ---- | ----------------- | ------ | ----------- |
| 1.   | Peter Sagan       | BOH    | 14h 19' 49" |
| 2.   | Daryl Impey       | MTS    | + 2"        |
| 3.   | Jay McCarthy      | BOH    | + 9"        |
|      |                   |        |             |
| 111. | Maciej Bodnar     | BOH    | + 25' 14"   |
| 119. | Łukasz Wiśniowski | QST    | + 29' 50"   |

### Etap 5 – 20.01: McLaren Vale > Willunga Hill – 151,5 km
| #   | Zawodnik          | Zespół | Czas       |
| --- | ----------------- | ------ | ---------- |
| 1.  | Richie Porte      | BMC    | 3h 42' 22" |
| 2.  | Daryl Impey       | MTS    | + 8"       |
| 3.  | Tom-Jelte Slagter | DDD    | + 10"      |
|     |                   |        |            |
| 83. | Łukasz Wiśniowski | QST    | + 8' 45"   |
| 84. | Maciej Bodnar     | BOH    | + 8' 45"   |

| #    | Zawodnik          | Zespół | Czas        |
| ---- | ----------------- | ------ | ----------- |
| 1.   | Daryl Impey       | MTS    | 18h 02' 15" |
| 2.   | Richie Porte      | BMC    | + 0"        |
| 3.   | Tom-Jelte Slagter | DDD    | + 16"       |
|      |                   |        |             |
| 101. | Łukasz Wiśniowski | QST    | + 33' 55"   |
| 113. | Maciej Bodnar     | BOH    | + 38' 31"   |

### Etap 6 – 21.01: Adelaide – 90 km
| #    | Zawodnik          | Zespół | Czas       |
| ---- | ----------------- | ------ | ---------- |
| 1.   | André Greipel     | LTS    | 2h 01' 19" |
| 2.   | Caleb Ewan        | MTS    | + 0"       |
| 3.   | Peter Sagan       | BOH    | + 0"       |
|      |                   |        |            |
| 21.  | Łukasz Wiśniowski | QST    | + 0"       |
| 113. | Maciej Bodnar     | BOH    | + 1' 20"   |

| #    | Zawodnik          | Zespół | Czas        |
| ---- | ----------------- | ------ | ----------- |
| 1.   | Daryl Impey       | MTS    | 20h 03' 34" |
| 2.   | Richie Porte      | BMC    | + 0"        |
| 3.   | Tom-Jelte Slagter | DDD    | + 16"       |
|      |                   |        |             |
| 100. | Łukasz Wiśniowski | QST    | + 33' 55"   |
| 112. | Maciej Bodnar     | BOH    | + 39' 51"   |

## Liderzy klasyfikacji po etapach
| Etap                 | Zwycięzca            | Klasyfikacja generalna | Klasyfikacja górska | Klasyfikacja punktowa | Klasyfikacja młodzieżowa | Klasyfikacja drużynowa |
| -------------------- | -------------------- | ---------------------- | ------------------- | --------------------- | ------------------------ | ---------------------- |
| 1                    | André Greipel        | André Greipel          | Nicholas Dlamini    | André Greipel         | Caleb Ewan               | Bora-Hansgrohe         |
| 2                    | Caleb Ewan           | Caleb Ewan             | Nicholas Dlamini    | Caleb Ewan            | Caleb Ewan               | Bahrain-Merida         |
| 3                    | Elia Viviani         | Caleb Ewan             | Nicholas Dlamini    | Caleb Ewan            | Caleb Ewan               | Bahrain-Merida         |
| 4                    | Peter Sagan          | Peter Sagan            | Nicholas Dlamini    | Peter Sagan           | Egan Bernal              | Bahrain-Merida         |
| 5                    | Richie Porte         | Daryl Impey            | Nicholas Dlamini    | Peter Sagan           | Egan Bernal              | Bahrain-Merida         |
| 6                    | André Greipel        | Daryl Impey            | Nicholas Dlamini    | Peter Sagan           | Egan Bernal              | Bahrain-Merida         |
| Klasyfikacja końcowa | Klasyfikacja końcowa | Daryl Impey            | Nicholas Dlamini    | Peter Sagan           | Egan Bernal              | Bahrain-Merida         |

## Klasyfikacje końcowe

### Klasyfikacja generalna
| M-ce | Zawodnik          | Zespół             | Czas        |
| ---- | ----------------- | ------------------ | ----------- |
| 1.   | Daryl Impey       | Mitchelton-Scott   | 20h 03' 34" |
| 2.   | Richie Porte      | BMC Racing Team    | + 0"        |
| 3.   | Tom-Jelte Slagter | Dimension Data     | + 16"       |
| 4.   | Diego Ulissi      | UAE Team Emirates  | + 20"       |
| 5.   | Dries Devenyns    | Quick-Step Floors  | + 20"       |
| 6.   | Egan Bernal       | Team Sky           | + 20"       |
| 7.   | Gorka Izagirre    | Bahrain-Merida     | + 20"       |
| 8.   | Luis León Sánchez | Astana Pro Team    | + 23"       |
| 9.   | Ruben Guerreiro   | Trek-Segafredo     | + 23"       |
| 10.  | Robert Gesink     | Team LottoNL-Jumbo | + 24"       |
|      |                   |                    |             |
| 100. | Łukasz Wiśniowski | Quick-Step Floors  | + 33' 55"   |
| 112. | Maciej Bodnar     | Bora-Hansgrohe     | + 39' 51"   |

| M-ce | Zawodnik         | Zespół                  | Punkty |
| ---- | ---------------- | ----------------------- | ------ |
| 1.   | Nicholas Dlamini | Dimension Data          | 48     |
| 2.   | Richie Porte     | BMC Racing Team         | 36     |
| 3.   | Scott Bowden     | Reprezentacja Australii | 26     |
| 4.   | Thomas De Gendt  | Lotto Soudal            | 17     |
| 5.   | Simon Gerrans    | BMC Racing Team         | 16     |

| M-ce | Zawodnik     | Zespół            | Punkty |
| ---- | ------------ | ----------------- | ------ |
| 1.   | Peter Sagan  | Bora-Hansgrohe    | 64     |
| 2.   | Caleb Ewan   | Mitchelton-Scott  | 56     |
| 3.   | Elia Viviani | Quick-Step Floors | 52     |
| 4.   | Daryl Impey  | Mitchelton-Scott  | 42     |
| 5.   | Phil Bauhaus | Team Sunweb       | 36     |

| M-ce | Zawodnik        | Zespół           | Czas        |
| ---- | --------------- | ---------------- | ----------- |
| 1.   | Egan Bernal     | Team Sky         | 20h 03' 54" |
| 2.   | Ruben Guerreiro | Trek-Segafredo   | + 3"        |
| 3.   | Pierre Latour   | Ag2r-La Mondiale | + 4"        |
| 4.   | Sam Oomen       | Team Sunweb      | + 4"        |
| 5.   | Chris Hamilton  | Team Sunweb      | + 4"        |

| M-ce | Zespół            | Czas        |
| ---- | ----------------- | ----------- |
| 1.   | Bahrain-Merida    | 60h 11′ 50″ |
| 2.   | Dimension Data    | + 26"       |
| 3.   | Quick-Step Floors | + 1' 04"    |
| 4.   | Team Sunweb       | + 1' 06"    |
| 5.   | Ag2r-La Mondiale  | + 5' 36"    |